# Dorfkirche Kleinzerlang

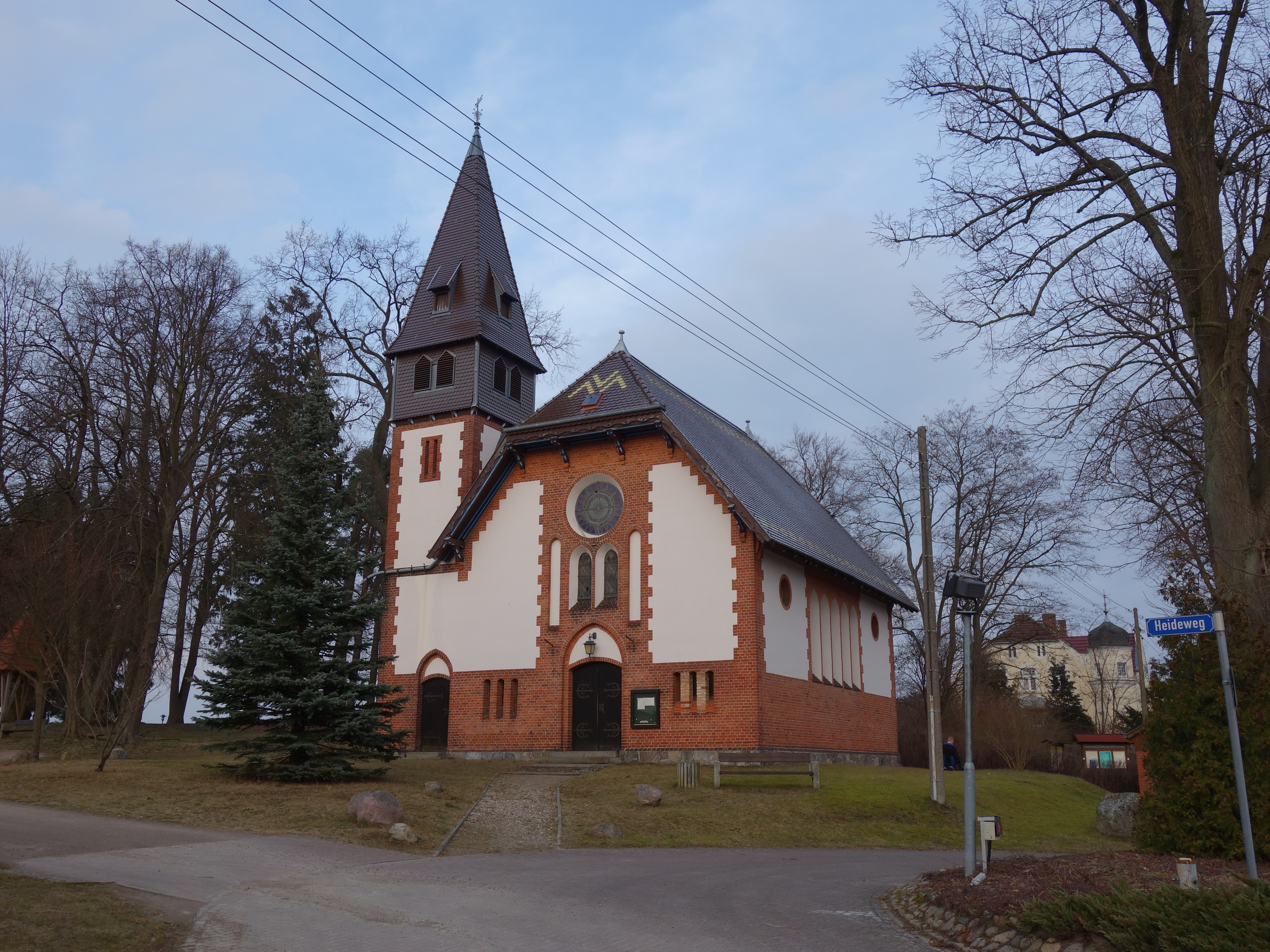
Dorfkirche Kleinzerlang

Die evangelische, denkmalgeschützte Dorfkirche Kleinzerlang steht in Kleinzerlang, einem Ortsteil der Stadt Rheinsberg im Landkreis Ostprignitz-Ruppin von Brandenburg. Die Kirche gehört zum Pfarrbereich Zühlen-Zechliner Land im Kirchenkreis Wittstock-Ruppin der Evangelischen Kirche Berlin-Brandenburg-schlesische Oberlausitz.

## Beschreibung
Im Mai 1895 erfolgte die Grundsteinlegung für den Neubau der 1896 fertiggestellten neugotischen Saalkirche mit Elementen des Heimatstils nach dem Entwurf von Ludwig von Tiedemann, die eine kleine, 1892 wegen Baufälligkeit geschlossene Fachwerkkirche ersetzte. Sie besteht aus einem Langhaus, das mit einem weit überstehenden Krüppelwalmdach bedeckt ist, und einem Kirchturm auf quadratischem Grundriss im Westen nördlich der Wand des Langhauses. Das obere Geschoss des Turms besteht aus mit Schindeln bekleidetem Holzfachwerk. Hinter den Klangarkaden beherbergt es den Glockenstuhl, in dem zwei Kirchenglocken hängen, die große wurde 1787 und die kleine 1896 gegossen. Darauf sitzt ein steiles Pyramidendach mit Dachgauben. An der Westseite des Langhauses ist das spitzbogig gerahmte Portal. Darüber befinden sich zwei gekuppelte Fenster unter einem Ochsenauge. Die Ostwand des Langhauses ist ebenso gestaltet.
Der Innenraum ist mit einer offen liegenden Dachkonstruktion überspannt. Unter dem Südteil der in der Bauzeit errichteten Empore im Westen wurde später eine Winterkirche eingebaut. Zur Kirchenausstattung gehört ein gemauerter Altar von 1984. Das Altarkreuz wurde 1896 von Kaiserin Auguste Viktoria gestiftet. Die Orgel mit sieben Registern auf einem Manual und Pedal wurde um 1898 von Albert Hollenbach gebaut.